# Salles-Curan

Salles-Curan este o comună în departamentul Aveyron din sudul Franței. În 1 ianuarie 2022 avea o populație de 1.030 de locuitori.